# Caecidotea pasquinii
Caecidotea pasquinii is een pissebed uit de familie Asellidae. De wetenschappelijke naam van de soort is voor het eerst geldig gepubliceerd in 1972 door Argano.